# Montesaffraangors
De montesaffraangors (Sicalis mendozae) is een zangvogel uit de familie Thraupidae (tangaren).

## Verspreiding en leefgebied
Deze soort is endemisch in westelijk Argentinië.